# 硫酸酯

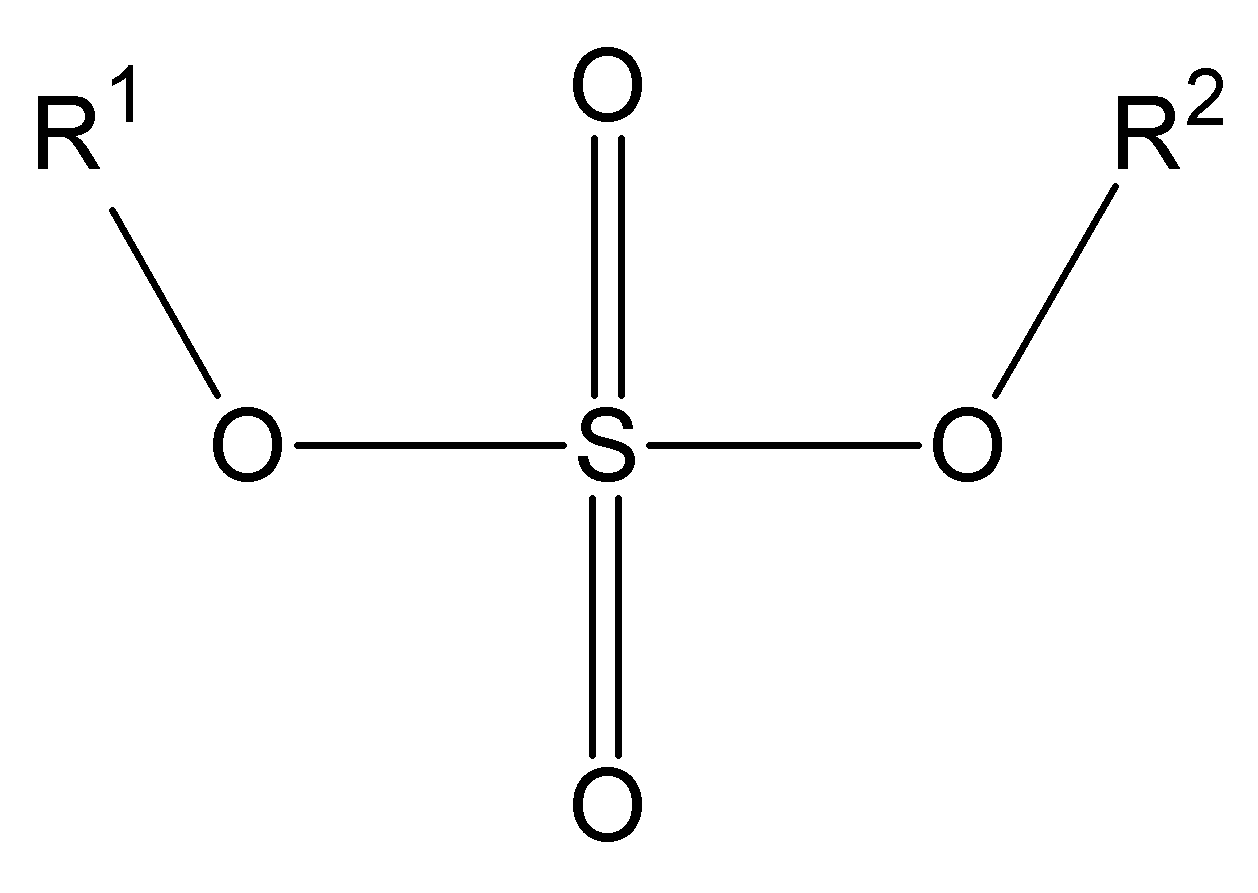
硫酸二酯的结构

硫酸酯是硫酸的有机酯类衍生物，通式 R-O-SO2-O-R'， R 为有机基团，R' 常为质子或无基团（即一端为硫酸根）。

## 硫酸二酯
例子有硫酸二乙酯和硫酸二甲酯。均为无色液体，有机合成中的烷化剂，用途很多，但使用时需要注意防护。 

## 硫酸单酯
如从月桂醇和氯磺酸衍生出的洗涤剂十二烷基硫酸钠，及日常生活用品中用到的乙氧基化脂肪醇类如月桂基聚氧乙烯醚硫酸钠。

## 制取
可通过酚的Elbs过硫酸盐氧化反应或苯胺类的Boyland-Sims氧化反应制备。